# 胡文森

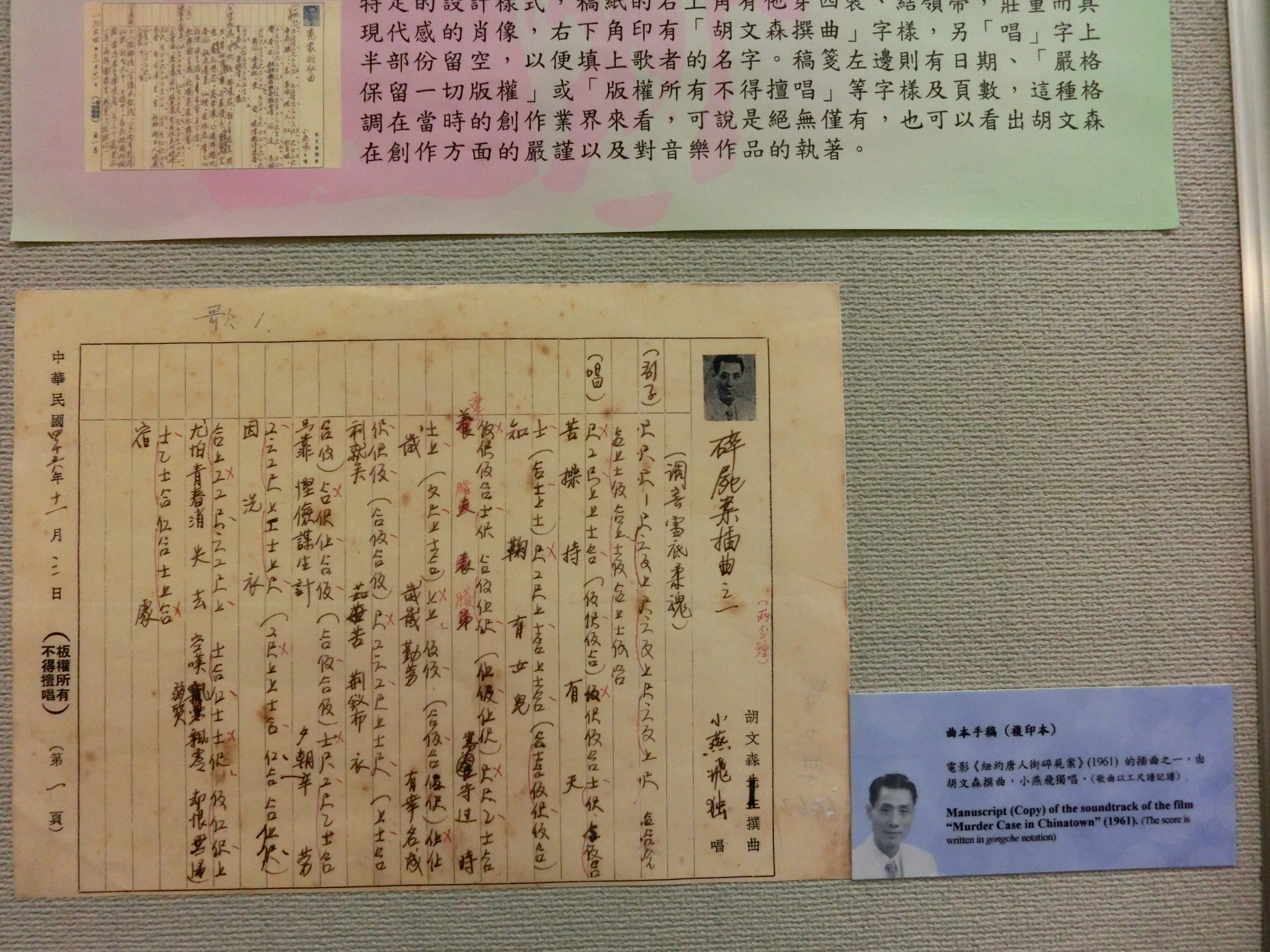
胡文森2013年展覽作品原始手稿

胡文森, (1911年4月17日—1963年12月14日)中國粤曲作词家, 四十年代音樂家，出版數百首粵曲及多首經典粵語流行曲，包括「飛哥跌落坑渠」及「扮靚仔」諧趣中詞西曲、Cha Cha 舞曲「詐肚痛」，

## 生平
父親是書塾老師，因此胡文森承傳國學。姐姐胡淑英（藝名「陳皮梅」）、胡淑賢（藝名「陳皮鴨」）是1930年代著名粵劇藝人，胡文森為歌伶撰寫粵曲曲詞。1935年寫給小明星演唱平湖秋月 夜半歌聲，當年吳一嘯為「曲王」、王心帆為「曲聖」，而胡文森稱「曲帝」，三人在粵曲撰詞上鼎足而立。1950年代初，胡文森曾任幸運唱片公司撰曲主任。

## 外部參考
- 大公網 （页面存档备份，存于）
- 曲詞雙絕 : 胡文森作品研究 - 黃志華著 三聯出版